# Sjeverni Qi
Dinastija sjeverni Qi (kineski: 北齐朝 / 北齊朝, pinyin: Běi Qí Cháo) je bila kineska dinastija, jednu od Sjevernih dinastija, koja je vladala na sjeveroistoku Kine od 550. do 577. godine.

## Povijest
Dinastija Sjeverni Qi je predstavljala državu-nasljednicu Xianbei države Istočni Wei, kojom je de facto vladao general Gao Huan. Iako je Gao Huan prema mladom caru Xiaojingu postupao s poštovanjem, držao je svu vlast koju su poslije preuzeli njegovi sinovi Gao Cheng i Gao Yang. Xiaojing je nadživio Gao Huana, ali ga je 550. god. Gao Huanov sin Gao Yang prisilio na abdikaciju i preuzeo prijestolje kao car Wenxuan, osnovavši tako dinastiju Sjeverni Qi. Novi car je oko 552. godine naredio da se bivši car Xiaojing otruje.
Iako je u trenutku nastanka po ljudskim i materijalnim resursima bila superiornija suparničkim državama Zapadni Wei na zapadu, odnosno dinastiji Liang na jugu, za njene vladare kao što su carevi Wenxuan, Wucheng i Gao Wei se ispostavilo da su previše nasilni ili nesposobni, što se odrazilo na korumpiranu državnu upravu i slabu vojsku. To je najviše iskoristila država Sjeverni Zhou, nasljednica Zapadnog Weija, čije su trupe do 577. godine zauzele cijeli teritorij Sjevernog Qija. Gao Shaoyi, princ od Fanyanga, i sin cara Wenxuana, potražio je utočište kod Tujuea i kasnije se proglasio carem Sjevernog Qija u izbjeglištvu, ali ga je 578. godine država Tujue predala Sjevernom Zhouu, te je protjeran u Sečuan.

## Vladari Dinastije Sjeverni Qi
| Postumno ime ( Shi Hao 諡號)               | Prezime                  | Razdoblje vladavine | Prijestolno ime (Nian Hao 年號) i odgovarajuće godine trajanja                                       |
| ------------------------------------------ | ------------------------ | ------------------- | --- |
| Sjeverna dinastija Qi 550. – 577.          |                          |                     | |
| Konvencionalno: Sjeverni Qi + postumno ime |                          |                     | |
| Wen Xuan Di (文宣帝 wén xuān dì)           | Gao Yang (高洋 gāo yáng) | 550. – 559.         | Tianbao (天保 tiān bǎo) 550. – 559.                                                                  |
| Fei Di (廢帝 fèi dì)                       | Gao Yin (高殷 gāo yīn)   | 559. – 560.         | Qianming (乾明 qián míng) 560.                                                                       |
| Xiao Zhao Di (孝昭帝 xiào zhāo dì)         | Gao Yan (高演 gāo yǎn)   | 560. – 561.         | Huangjian (皇建 huáng jiàn) 560. – 561.                                                              |
| Wu Cheng Di (武成帝 wǔ chéng dì)           | Gao Dan (高湛 gāo dān)   | 561. – 565.         | Taining (太寧 tài níng) 561. – 562. Heqing (河清 hé qīng) 562. – 565.                                |
| Hou Zhu (後主 hòu zhǔ)                     | Gao Wei (高緯 gāo wěi)   | 565. – 577.         | Tiantong (天統 tiān tǒng) 565. – 569. Wuping (武平 wǔ píng) 570. – 576. Longhua (隆化 lóng huà) 576. |
| You Zhu (幼主 yòu zhǔ)                     | Gao Heng (高恆 gāo héng) | 577.                | Chengguang (承光 chéng guāng) 577.                                                                   |

## Vanjske poveznice
- Cunren Liu, ur. Angela Schottenhammer, Selected papers from the Hall of harmonious wind Brill Archive, 1976., str. 14. ISBN 90-04-04492-2 (engl.)